# Schaden-Kosten-Quote
Der Begriff Schaden-Kosten-Quote, Schadenkostenquote bzw. Combined Ratio bezeichnet in der Versicherungswirtschaft das Verhältnis von Aufwendungen für Versicherungsbetrieb und Versicherungsleistungen zu abgegrenzten Prämien.
| Zeitraum    | Unternehmen/sgruppe              | Brutto- Schaden- Quote | Brutto- Kosten- Quote | Schaden- Kosten- Quote | Quelle |
| ----------- | -------------------------------- | ---------------------- | --------------------- | ---------------------- | ------ |
| 2006        | HanseMerkur Reiseversicherung AG | 53 %                   |                       |                        | [ 1 ]  |
| 1. Hj. 2005 | Generali                         | 56,5 %                 | 32,8 %                | 89,3 %                 | [ 2 ]  |
| 2005        | Cosmos Versicherung AG           | 77,7 %                 | 22,5 %                | 100,2 %                | [ 3 ]  |
| 1999 – 2008 | Versicherungsmarkt Deutschland   | 64,7 % – 76,3 %        | 25,2 % – 27,2 %       | 89,9 % – 103,5 %       | [ 4 ]  |

## Anwendungsbereich
Diese Kennzahl ist in der Schaden- und Unfallversicherung von Bedeutung. In der Personenversicherung ist sie nicht aussagekräftig, da dort regelmäßig die Prämienzahlungen und die Versicherungsleistungen zeitlich auseinanderfallen. Der Barwert dieser Differenz ist in der Deckungsrückstellung zu stellen.

## Berechnung und Verwandte Größen
- Die Gesamt-Schadenquote oder Brutto-Schadenquote gibt das Verhältnis von Kosten für eingetretene Schäden zu Prämieneinnahmen an.
- Die Bruttokostenquote oder Betriebsaufwendungsquote gibt das Verhältnis von Ausgaben für Verwaltung und Abschluss der Versicherungsverträge zu Prämieneinnahmen an.
- Die Schaden-Kosten-Quote gibt das Verhältnis von Kosten für Eingetretene Schäden und Ausgaben für Verwaltung und Abschluss der Versicherungsverträge zu Prämieneinnahmen an.
Die Schaden-Kosten-Quote ist somit die Summe aus Brutto-Schadenquote und Bruttokostenquote.

Je geringer die Schaden-Kosten-Quote, desto profitabler arbeitet das Unternehmen. Ist die Schaden-Kosten-Quote größer 1 bzw. größer als 100 %, so wird im eigentlichen Versicherungsgeschäft Verlust gemacht.

## Deutsche Versicherungswirtschaft
Die Combined Ratio in der Deutschen Versicherungswirtschaft (Schaden- und Unfallversicherung) lag im Jahr 2017 bei 93,2 % (2016: 94,7, 2015: 96,1, 2014: 94,6)